# NE5532

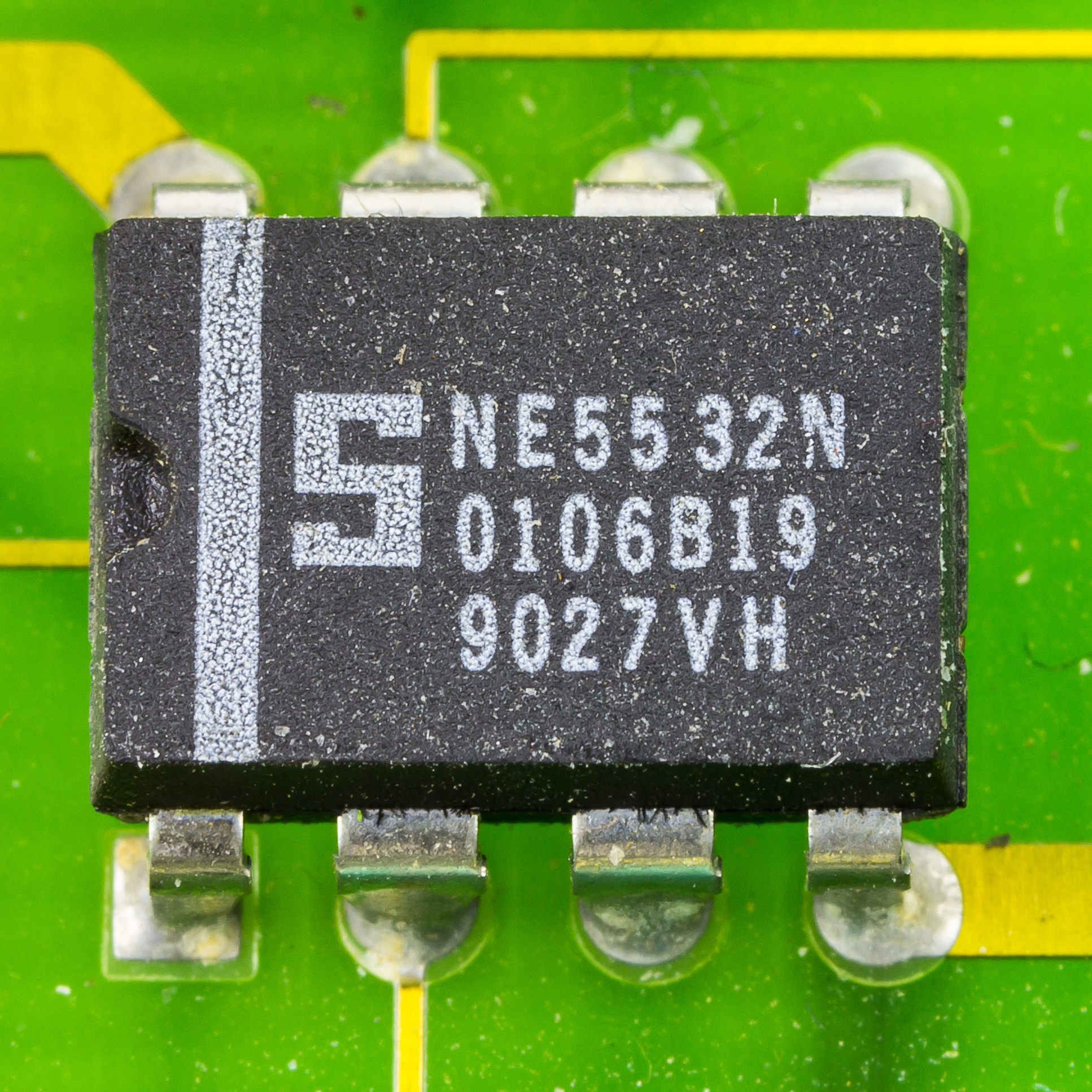
NE5532 в корпусе PDIP-8. Производство Signetics, 1990 год

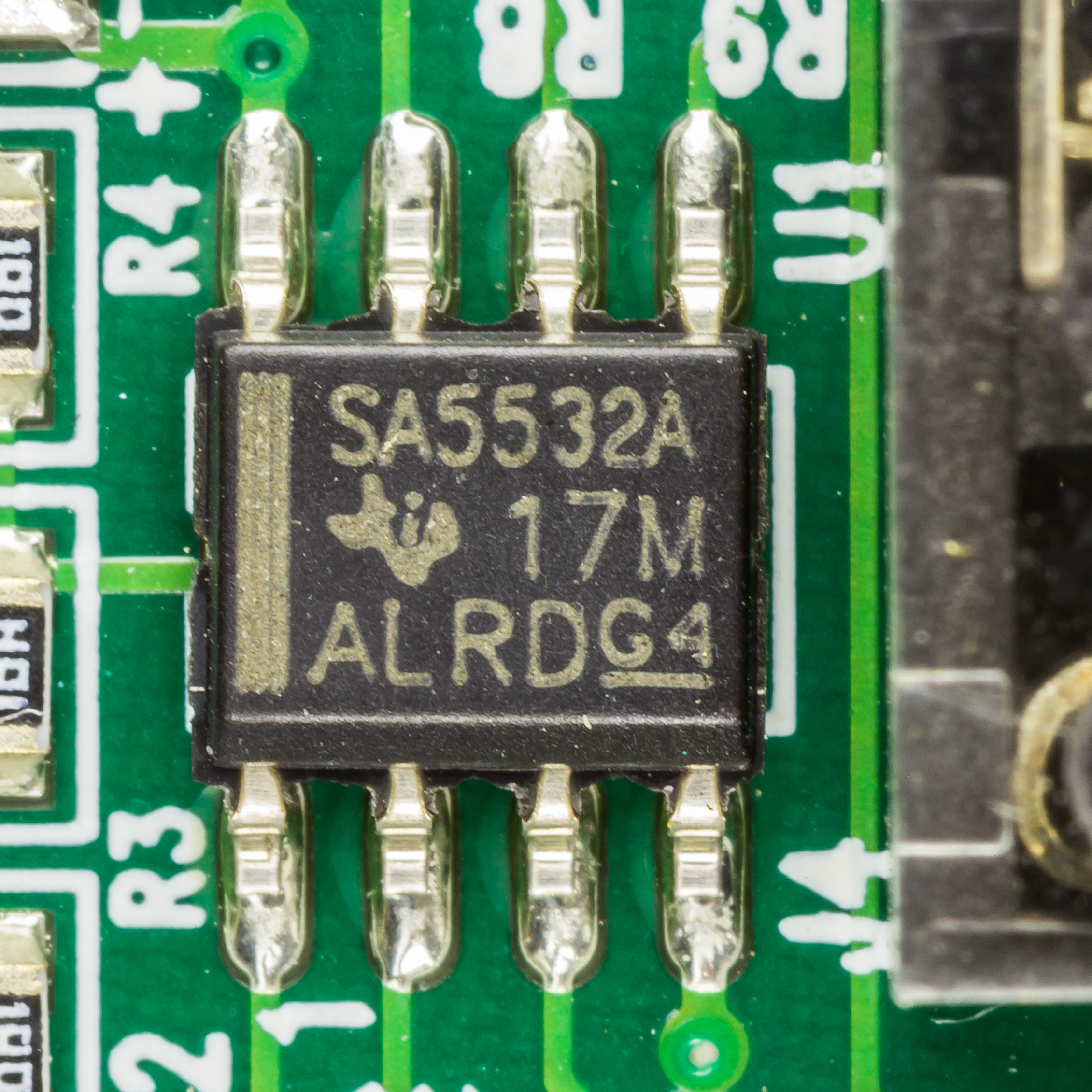
SA5532A в корпусе SOIC-8. Производство Texas Instruments

NE5532, также выпускаемый под обозначениями SA5532, SE5532 и NG5532 — сдвоенный интегральный, полностью компенсированный операционный усилитель (ОУ), разработанный компанией Signetics и выпускаемый с 1979 года. NE5532 и его современник TL072 — первые интегральные ОУ, обеспечившие в профессиональной звуковой технике качество, сопоставимое с качеством дискретных транзисторных схем в режиме А. Благодаря низкому уровню шума и низким нелинейным искажениям, NE5532 быстро стал отраслевым стандартом в звукозаписи и постепенно вошёл в практику конструкторов бытовой аппаратуры. По утверждению Дугласа Селфа, «вероятно, не существует музыкальной записи, не прошедшей на пути к потребителю через хотя бы сотню 5532». Характеристики NE5532 оставались лучшими в отрасли в течение почти тридцати лет, до выпуска ОУ LM4562 в 2007 году.
В отличие от типичных недорогих ОУ, NE5532 выпускается только в сдвоенном исполнении, в восьмивыводных корпусах PDIP, SO и SOIC. Одиночный ОУ NE5534 (а также снятый с производства сдвоенный NE5533) отличается от NE5532 частичной, а не полной, частотной компенсацией, и меньшим уровнем шумов.

## Схемотехника
NE5532 производится по биполярной технологии; единственный полевой транзистор с p-n-переходом применяется для запуска источника тока входного каскада при подаче питания. Сигнал последовательно проходит через два дифференциальных каскада, каскад усиления напряжения на одиночном транзисторе в режиме с общим эмиттером, и двухтактный выходной каскад (комплементарный эмиттерный повторитель) со встроенной защитой по току. Частотную характеристику ОУ задают четыре встроенные корректирующие ёмкости. Точный анализ его работы на основе одной лишь принципиальной схемы невозможен, а сами разработчики и производители никогда не публиковали свои расчёты. Предположительно, именно взаимодействие вложенных петель частотно-зависимой обратной связи обеспечивает чрезвычайно низкий уровень нелинейных искажений NE5532.

## Особенности эксплуатации

### Режим питания
Особенность NE5532 — аномально высокое значение предельно допустимого напряжения питания в 44 В (против 32—36 В у типичных ОУ общего назначения). На практике, так как каждый канал микросхемы потребляет ток 4 мА, то уже при напряжении питании 34 В она ощутимо греется. По мнению Дугласа Селфа, напряжения питания свыше 34 В потенциально небезопасны, и нецелесообразны из-за несовместимости с другими ОУ.
5532 чувствителен к качеству развязки шин питания. Недостаточная развязка приводит к непредсказуемым высокочастотным колебаниям внутри кристалла; они не проходят на выход ОУ, но порождают характерные нелинейные искажения. Производители рекомендуют развязку обеих шин питания парой высококачественных конденсаторов ёмкостью 0,1 мкФ, включённых между выводами питания ОУ и общим проводом. По мнению Дугласа Селфа, такая конфигурация нежелательна, так как сброс значительных импульсных токов в общий провод может наводить значительные помехи. Дешевле и безопаснее использовать единственный конденсатор ёмкостью 0,1 мкФ, подключённый непосредственно к выводам питания ОУ.

### Входной каскад
Входной каскад построен на транзисторах npn-структуры, поэтому входные токи втекают в базы входных транзисторов, и сопровождаются отрицательными падениями напряжения на входных сопротивлениях. Типичный входной ток в 200 нА, протекающий через типичное сопротивление 47 кОм, сдвигает входное напряжения на −10 мВ. На практике ошибки такой величины достаточно стабильны, и не требуют особого внимания. В звуковой технике конструкторы позволяют ошибкам нескольких последовательных каскадов накапливаться, и применяют единственный разделительный конденсатор на выходе цепочки ОУ. Исключение — микшеры, эквалайзеры и аналогичные схемы с большим количеством переменных резисторов, в которых протекание входных токов ОУ через подвижные контакты может приводить к нежелательным шумам и потрескиванию при регулировке. Конструкторам таких схем приходится либо разрывать пути протекания постоянных токов большим количеством разделительных конденсаторов, либо применять менее качественные (TL072) или более дорогие (OPA2134) ОУ с полевыми транзисторами на входе.
Входы NE5532 зашунтированы парой защитных диодов, рассчитанных на токи до 10 мА, что исключает применение ОУ в режиме компаратора. Диоды могут кратковременно открываться и в обычных, линейных усилительных схемах — это происходит тогда, когда ОУ не успевает отследить быстро изменяющийся входной сигнал, и сопровождается сильными искажениями сигнала.
При типичном напряжении питания ±15 В усилитель сохраняет линейность при синфазных входных напряжениях до ±13 В. При больших или меньших синфазных входных напряжениях усилитель уходит в клиппинг, но остаётся полностью работоспособным до тех пор, пока входные напряжения остаются в пределах, заданных шинами питания. Инверсии фазы, свойственной при клиппинге ОУ TL072, в NE5532 не наблюдается.

### Нелинейные искажения
Наилучший с точки зрения нелинейных искажений режим работы NE5532 — инвертирующий усилитель c заземлённым неинвертирующим входом. При умеренных коэффициентах усиления и умеренных уровнях выходного напряжения коэффициент нелинейных искажений (KНИ) инвертирующей схемы не превышает 0,0005 % во всём диапазоне звуковых частот. Высокая (единицы или десятки кОм) величина входного сопротивления инвертирующего усилителя ухудшает его тепловые шумы, но практически не влияет на КНИ. С ростом выходного напряжения до 10 В КНИ на частотах 10—20 кГц возрастает до 0,001 %; на меньших частотах КНИ не изменяется.
В неинвертирующем включении искажения возрастают в зависимости от уровня синфазного напряжения на входе и от выходного сопротивления источника сигнал (RВЫХ). При RВЫХ не более 2 кОм КНИ практически не зависит от уровня сигнала и не превышает 0,002 %. Экспериментально установлено, что оптимальная величина входного сопротивления равна 1 кОм, но неизвестно, насколько это справедливо для всех выпускаемых вариантов NE5532. При RВЫХ свыше 10 кОм происходит значительный рост КНИ; его добавочные составляющие пропорциональны квадрату синфазного входного напряжения. В наихудшем случае КНИ может превышать 0,02 %. Искажений этого рода можно избежать, запитав ОУ от цепей вольтодобавки, поддерживающих постоянный уровень синфазного напряжения.

### Шум
5532, как и все ОУ с биполярными входными каскадами, характеризуется существенными плотностями и шума тока, и шума напряжения. С учётом низкочастотного фликкер-шума, приведённые ко входу напряжение шума и ток шума в полосе 20—20 000 Гц не превышает 1 мкВ и 100 пА соответственно. Три составляющие шума (напряжение, ток инвертирующего входа и ток неинвертирующего входа) в теории не коррелируют друг с другом; в действительности между ними существует слабая корреляция, которой обычно пренебрегают.
Лучшие с точки зрения шума биполярные ОУ, пригодные для звуковой аппаратуры — NE5534 и намного более дорогие OP27 и OP270 — характеризуются плотностями шума примерно на 2—3 дБ ниже, чем у NE5532. ОУ LM4562 имеет вдвое меньшую, чем NE5532, плотность шума напряжения — при вдвое большей плотности шума тока. ОУ с входными каскадами на полевых транзисторах характеризуются практически полным отсутствием шума тока при намного больших, чем у NE5532, шумах напряжения. На практике выбор «самого тихого» ОУ определяется тем, какой из видов шума (шум напряжения или шум тока) преобладает в конкретной схеме.

## NE5534

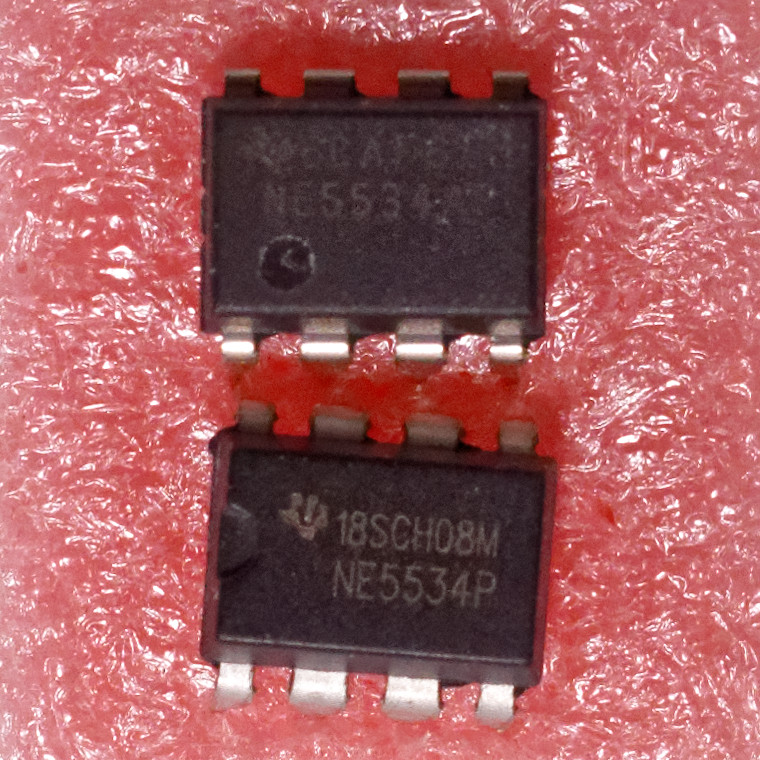
Два NE5534 с маркировкой Texas Instruments. Сверху, предположительно, подлинный; снизу дешёвый, предположительно поддельный, вариант с AliExpress

Одиночный ОУ NE5534 схемотехнически идентичен половинке NE5532, но отличается меньшими величинами встроенных корректирующих ёмкостей. В режиме неинвертирующего усилителя NE5534 устойчив при коэффициенте усиления 3 или более, и неустойчив при меньших значениях. Скорость нарастания и спада выходного напряжения NE5534 составляет 13 В/мкс против 9 В/мкс у NE5532, частота единичного усиления достигает 30−50 МГц. Паспортное значение произведения коэффициента усиления на полосу пропускания, равное 10 МГц, приводится для полностью скомпенсированного ОУ с дополнительной внешней корректирующей ёмкостью.
Для полной компенсации ОУ следует подключить к его выводам частотной коррекции конденсатор ёмкостью не менее 11 пФ в инвертирующем включении, и не менее 22 пФ в неинвертирующем. На практике в обоих случаях применяется ёмкость 22 пФ. Коррекция снижает скорость нарастания выходного напряжения, что ухудшает передачу быстро изменяющихся фронтов импульсных сигналов. В звуковой технике это не имеет значения, так как даже при предельном размахе выходных напряжений скорость изменения сигнала на звуковых частотах не превышает 2 В/мкс. В устройствах, более требовательных к передаче фронтов импульсов, рекомендуется включать между входами ОУ корректирующую RC-цепь опережения-запаздывания: это предотвращает самовозбуждение без существенного снижения скорости нарастания. Частота среза RC-цепи выбирается в области 3—5 МГц, на одну декаду ниже частоты единичного усиления нескомпенсированного ОУ. Величину штатного корректирующего конденсатора при этом можно уменьшить до 3 пФ.
Приведённые ко входу плотности шумов NE5534 ниже, чем у NE5532 — но не настолько, чтобы однозначно предпочесть одиночный NE5534 сдвоенному NE5532. На практике NE5534 применялся значительно реже, чем NE5532. Третий ОУ семейства, сдвоенный нескомпенсированный NE5533 в корпусе PDIP-16, не вызвал интереса потребителей и был давно снят с производства.